# Notre-Dame de Paris (musical)
A Notre-Dame de Paris egy francia-kanadai musical, amelynek 1998. szeptember 16-án volt az ősbemutatója Párizsban, a Kongresszusi Palotában. A musical Victor Hugo A párizsi Notre-Dame című regénye nyomán készült. A musical zenéjét Richard Cocciante szerezte, a dalszövegeket Luc Plamondon írta.

## Nemzetközi sikerek
A musicalt az ősbemutató után az anyaország városaiban, illetve francia nyelvterületű helyeken (Svájc, Belgium, Kanada) mutatták be. Magyarországon még nem mutatták be.
A 2017. augusztus 11-én, a Szegedi Szabadtéri Játékokon az Operettszínház társulata által A Notre Dame-i Toronyőr címmel bemutatott változat alapja nem ez a musical, hanem az 1996-ban készült rajzfilm.

## Eredeti szereposztás
- Hélène Ségara: Esmeralda
- Garou: Quasimodo
- Daniel Lavoie: Frollo
- Bruno Pelletier: Gringoire
- Patrick Fiori: Phoebus
- Luck Mervil: Clopin
- Julie Zenatti: Fleur-de-Lys